# Países Bajos en los Juegos Olímpicos de Lake Placid 1980
Los Países Bajos estuvieron representados en los Juegos Olímpicos de Lake Placid 1980 por un total de 29 deportistas que compitieron en 2 deportes.  
El portador de la bandera en la ceremonia de apertura fue el patinador de velocidad Piet Kleine.

## Medallistas
El equipo olímpico neerlandés obtuvo las siguientes medallas:
| Nombre         | Deporte               | Competición |
| -------------- | --------------------- | ----------- |
| Oro            |                       |             |
| Anna Borckink  | Patinaje de velocidad | 1500 m F    |
| Plata          |                       |             |
| Piet Kleine    | Patinaje de velocidad | 10 000 m M  |
| Adriana Visser | Patinaje de velocidad | 1500 m F    |
| Bronce         |                       |             |
| Lieuwe de Boer | Patinaje de velocidad | 500 m M     |